# Alcides orontes
Alcides orontes là một loài bướm đêm thuộc họ Uraniidae. Nó được tìm thấy ở Moluccas, Ceram và đảo Ambon.

## Hình ảnh

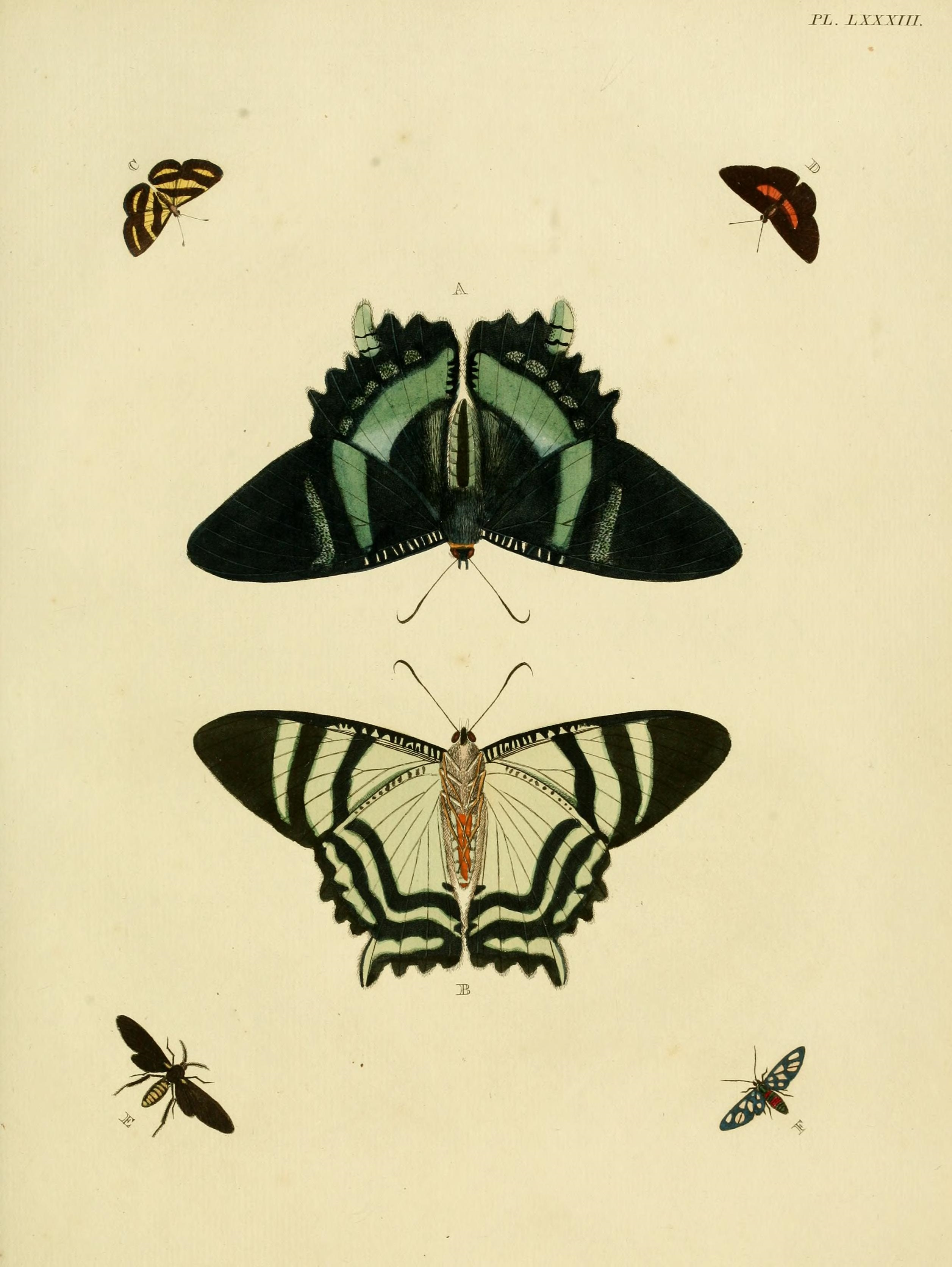